# 内田欽也
内田 欽也（うちだ よしなり、1967年〈昭和42年〉5月3日 - ）は、日本の建設・国土交通官僚。

## 来歴
埼玉県所沢市出身。海城高等学校を経て、1990年（平成2年）、東京大学法学部を卒業。同年建設省に入省。入省後、都市計画などに携わり、歴史まちづくり法の策定や都市緑地法の改正、立地適正化計画などを担当し、小田原市都市部長、総合政策局国土環境・調整課環境調整官、都市・地域整備局都市計画課都市計画企画調整官、同局総務課企画官、同局建設市場整備課労働資材対策官、国土交通大臣秘書官事務取扱などを歴任。
2013年（平成25年）4月1日、宮崎県副知事に就任。国との連絡調整のほか、環境森林、商工観光労働、農政水産の分野を担当した。
副知事退任後は国土交通省大臣官房地方課長、道路局総務課長を経て、2019年（令和元年）7月9日、国土交通省大臣官房審議官（都市局担当）に就任。
2020年（令和2年）8月1日、内閣府大臣官房審議官（防災担当）に就任。
2022年（令和4年）7月1日、内閣官房内閣審議官兼同船舶活用医療推進本部設立準備室長に就任。
2024年（令和6年）6月1日、内閣官房船舶活用医療推進室長兼船舶活用医療推進本部事務局長に就任。同年7月1日、都市局長に就任。2025年（令和7年）7月1日、辞職。

#### リスト
1. ↑  [10][11][12][13][14][15]

| 官職          | 官職                                                                                        | 官職                   |
| ------------- | ------------------------------------------------------------------------------------------- | ---------------------- |
| 先代 天河宏文 | 国土交通省都市局長 第11代：2024年 - 2025年                                                  | 次代 中田裕人          |
| 先代 新設     | 内閣官房内閣審議官 内閣官房船舶活用医療推進室長 内閣官房船舶活用医療推進本部事務局長 2024年 | 次代 倉野泰行          |
| 先代 新設     | 内閣官房内閣審議官 内閣官房船舶活用医療推進本部設立準備室長 2022年 - 2024年                 | 次代 廃止              |
| 先代 小平卓   | 内閣府大臣官房審議官（防災担当） 2020年 - 2022年                                            | 次代 上村昇            |
| 先代 瀬口芳広 | 国土交通省大臣官房審議官（都市局担当） 2019年 - 2020年                                      | 次代 望月一範          |
| 公職          |                                                                                             |                        |
| 先代 牧元幸司 | 宮崎県副知事 稲用博美と共同 2013年 - 2017年                                                 | 次代 郡司行敏 鎌原宜文 |